# 20658 Бушмарінов
20658 Бушмарінов (20658 Bushmarinov) — астероїд головного поясу, відкритий 3 жовтня 1999 року.
Тіссеранів параметр щодо Юпітера — 3,512.